# Климакоптера мясистая
Климакоптера мясистая, или толстолистная, или толстянковая (лат. Climacoptera crassa), — вид травянистых растений рода Климакоптера (Climacoptera) семейства Амарантовые (Amaranthaceae).

## Ботаническое описание
Однолетнее травянистое растение, более или менее пушистое, нередко почти беловато-войлочное, в верхней части иногда голое, с ветвистым от основания стеблем, с раскинутыми, восходящими, отчасти прямостоячими, в свою очередь длинно-разветвлёнными ветвями, 7—30 см высотой. Листья очерёдные, мясистые, полуцилиндрические, на конце тупые, при основании несколько расширенные и полустеблеобъемлющие, немного низбегающие по стеблю, 5—15, редко более, мм длиной и 1—2,5 мм толщиной; прицветные — короче и шире.
Цветки сидят поодиночке в пазухах верхних листьев в рыхлых колосьях; прицветники широкояйцевидные, кверху суженные, мясистые, во время цветения почти одинаковой длины с продолговато-овальным, кверху суженным околоцветником, который 4,5—6,5 мм длиной; доли его ланцетовидные, длинно-заострённые, при плодах несколько разрастаются, при основании становятся широкояйцевидными, развивают на спинке широкие, почти полукруглые, горизонтально-отклонённые, заходящие краями друг за друга, буровато-красноватые, пурпуровые, розовые или жёлтые крылья до 6 мм длиной и 12 мм шириной. Пыльники на верхушке с плёнчатым продолговато-эллиптическим, к основанию суженным в ноготок, придатком одинаковой с ними ширины и на ⅓ или наполовину короче. Пестик с коротким столбиком и длинными рыльцами.

## Распространение и экология
Европейская часть России (юго-восток), Кавказ, Западная Сибирь (юг), Западная и Средняя Азия. Растёт на засоленных почвах, солончаках и солонцах, около соленых озёр, на выходах пестроцветных глин.

## Синонимы
- Salsola crassa M.Bieb. (1811)basionym — Солянка мясистая, или толстолистная
- Salsola frutescens Pall. (1771)
- Salsola rosacea M.Bieb. (1798)